# Al-Jakubi
Ahmed ibn Abu Jakub ibn Dżafar ibn Wadich al Katib al Abbasi al Jakubi – arabski pisarz historyczny z VIII w. Należy on do pierwszych przedstawicieli kierunku pragmatycznego w arabskiej literaturze historycznej.

## Biografia
Al-Jakubi był potomkiem wyzwoleńca jednego z członków rodu Abbasydów, skąd bierze się też jego przydomek Al Abbasi. Jego rok urodzenia jest dokładnie nieznany. Młode lata spędził w Armenii, później służył u Tahirydów w Chorasanie. Po upadku tej dynastii w roku 259 od hidżry, czyli A.D. (873) Al Jakubi odbył podróż do Indii i Egiptu. W Egipcie mieszkał do samej śmierci w roku 284 (897).

## Twórczość

### Historia (Ta'arich)
Prawdopodobnie, jeszcze podczas pobytu w Chorasanie, napisał swoją Historię (Ta'arich). Książka ta jest jednym z pierwszych dzieł literatury arabskiej poświęconej historii światowej. Dzieli się ona na dwie części:
- Pierwsza rozpoczyna się od historii patriarchów starotestamentowych, potem następuje opis historii Jezusa i apostołów, królów różnych krajów, opis różnych ludów współczesnych Al Jakubiemu, np. Bedżów, Al Chabaszów, Zindżów, Sudańczyków. Mówiąc o ludach afrykańskich Al Jakubi opisuje nie tylko ich historię ale daje statyczny obraz wiadomości Arabów o tych narodach w chwili napisania księgi. Są to dane o administracji różnych regionów, zasobach naturalnych, obyczajach ludności. Nazwy geograficzne przytoczone w dziele nie zawsze nadają się do dokładnej identyfikacji.

- Druga część pracy historycznej Al Jakubi poświęcona jest historii krajów islamu od narodzenia Proroka do 258 (872). Ta część nie zawiera prawie żadnych wiadomości o krajach graniczących ze światem islamu. Takie przemilczenie tłumaczy się prawdopodobnie tym, że Al Jakubi, dla którego przekonania szyickie były tradycją rodzinną najwięcej uwagi udzielał ruchom szyickim, przy czym jasno daje wyraz swoim przekonaniom. Ta'arich zawiera sporo wiadomości niepodawanych przez inne źródła.

### Kitab al buldan
Jak większość autorów arabskich tych czasów Al Jakubi interesował się historią i geografią. Dotrwały do naszych czasów obszerne urywki z jego pracy Kitab al buldan (Księga krajów). Była ona napisana w 278 (891) już w Egipcie i miała charakter informatora administracyjno-geograficznego, podobnego do prac Ibn Chordabecha i Kudamy ibn Dżarafa. Jednak w odróżnieniu od tych autorów Al Jakubi włączył w swą księgę znaczną liczbę spostrzeżeń własnych. Do tego Al Jakubi posiada zmysł krytyczny, porównując różne przekazy. Wynikiem takiego podejścia i doboru materiałów jest to, że chociaż celem jego było podanie pewnego minimum wiadomości geograficznych niezbędnych dla człowieka wykształconego swoich czasów, to skutecznie strzeże się on informacji niesprawdzonych.
W Kitab al buldan zawarte są wiadomości o drogach, odległościach między krajami, minerałach i ich wydobyciu. Z obszarów afrykańskich al Jakubi najlepiej zna górny bieg Nilu - krajami Nubijczyków i Bedża. Mniej podaje o obszarach Sudanu. Widocznie podczas pisania Kitab al buldan al Jakubi posługiwał się innymi źródłami niż podczas redakcji Historii. W każdym razie o tych samych miejscach w obydwu księgach mocno się różnią, choć sobie nie przeczą.

### Wydania drukowane
Oba dzieła Jakubiego wydane zostały pod koniec XIX w.